# یواس‌اس جان پی گری (ای‌پی‌دی-۷۴)
یواس‌اس جان پی گری (ای‌پی‌دی-۷۴) (به انگلیسی: USS John P. Gray (APD-74)) یک کشتی بود که طول آن ۳۰۶ فوت (۹۳ متر) بود. این کشتی در سال ۱۹۴۴ ساخته شد.